# Camberra (paróquia)
A Paróquia de Camberra é uma antiga paróquia do condado de Murray (Nova Gales do Sul), Austrália, uma unidade cadastral para uso em títulos de terra. Foi formada no século XIX e existiu até 1 de janeiro de 1911, quando a Sede do Governo (Administração) Act 1910 Entrou em vigor, depois que a terra foi transferida para o governo da Commonwealth em 1909 para ser usada para formar o Território da Capital Australiana.
É uma das quatro ex-paróquias do condado de Murray que se tornou parte do ACT, juntamente com Yarrolumla, Narrabundah e Gigerline. Enquanto outras paróquias perderam terras para o ACT, estes foram os únicos a perder toda a terra dentro da paróquia. Ele incluiu o que é agora Civic, Assim como a maioria de Norte de Camberra. Estava limitada ao sul pelo rio Molonglo (agora Lago Burley Griffin), enquanto no oeste a fronteira estava no lado ocidental da montanha Black, e no leste o limite estava no lado oriental do Monte Ainslie, assim incluindo ambas as montanhas. Foi tão ao norte como Gungahlin. O limite para o leste decorreu entre o Monte Ainslie e Monte Majura, por isso não incluía Monte Majura.